# Mánfai Csaba
Mánfai József Csaba (Marosvásárhely, 1943. február 4. –) költő, író.

## Életpályája
1945-ben szüleivel Erdélyből Magyarországra települt. 1962–1965 között orvosi tanulmányokat folytatott a Pécsi Tudományegyetemen. 1966–1971 között különböző foglalkozásokat végzett. 1971–1976 között a Budapesti Közgazdaságtudományi Egyetemen tanult; belkereskedelmi szakon diplomázott. 1977-től él Németországban. Köln környékén telepedett le.
Verseket, szövegeket ír. Munkáit az Új Látóhatár, az Irodalmi Újság, a Magyar Műhely, a Szivárvány, a Katolikus Szemle, valamint német irodalmi lapok közölték.

## Művei
- Víziszony (Budapest, 1975–1976; versek, München, 1979)
- Lélekmelegítő (elbeszélés, München, 1980)
- Novella (regény, Bergisch Gladbach, 1982)
- Umbau (versek, Köln, 1988)
- Das weisse Buch (Köln, 1989)